# Vlag van Steenwijkerland

Vlag van de gemeente Steenwijkerland

De vlag van Steenwijkerland is 18 februari 2003 vastgesteld als de gemeentelijke vlag van de Overijsselse gemeente Steenwijkerland. De vlag bestaat uit een witte achtergrond met het blauwe vierkant en een groene rechthoek en waarop het gemeentelogo is afgebeeld. Logovlaggen worden niet opgenomen in het vlaggenregister van de Hoge Raad van Adel omdat ze zich niet aan de regels van de vlaggenleer houden. De herkomst en de betekenis van de vlag is niet bekend.
Almelo 
· Borne 
· Dalfsen 
· Deventer 
· Dinkelland 
· Enschede 
· Haaksbergen 
· Hardenberg 
· Hellendoorn 
· Hengelo 
· Hof van Twente 
· Kampen 
· Losser 
· Oldenzaal 
· Olst-Wijhe 
· Ommen 
· Raalte 
· Rijssen-Holten 
· Staphorst 
· Steenwijkerland 
· Tubbergen 
· Twenterand 
· Wierden 
· Zwartewaterland 
· Zwolle